# قوتش غار
قوتش غار هي قرية في مقاطعة ميانة، إيران. عدد سكان هذه القرية هو 79 في سنة 2006.